# Hrabstwo Gulf
Gulf – hrabstwo w stanie Floryda, w USA. Jego siedzibą administracyjną jest Port St. Joe.

## Miejscowości
- Port St. Joe
- Wewahitchka

## Sąsiednie hrabstwa
- Calhoun – północ
- Liberty – północny wschód
- Franklin – wschód
- Bay – zachód

## Demografia
Według spisu z 2020 roku liczy 14 192 mieszkańców, co oznacza spadek o 10,5% w porównaniu z poprzednim spisem z roku 2010. Według danych pięcioletnich z 2022 roku 81,6% to biali (77,8% nie licząc Latynosów), 14,2% czarnoskórzy lub Afroamerykanie, 2,7% miało rasę mieszaną, 0,8% to rdzenna ludność Ameryki i 0,7% Azjaci. Latynosi stanowili 4,5% populacji hrabstwa.

## Religia
W 2020 roku większość mieszkańców to ewangelikalni protestanci. 3,7% deklarowało członkostwo w Kościele katolickim.

## Polityka
Hrabstwo jest silnie republikańskie, gdzie w wyborach prezydenckich w 2020 roku, 74,9% głosów otrzymał Donald Trump i 24,3% przypadło dla Joe Bidena. 